# 1983 (numero)
Millenovecentottantatré (1983) è il numero naturale dopo il 1982 e prima del 1984.

## Proprietà matematiche
- È un numero dispari.
- È un numero composto da 4 divisori: 1, 3, 661, 1983. Poiché la somma dei suoi divisori (escluso il numero stesso) è 667 < 1983, è un numero difettivo.
- È un numero semiprimo.
- È un numero omirpimes in quanto anche il suo opposto 3891 = 3 × 1297 è semiprimo.
- È un numero di Perrin.
- È un numero fortunato.
- È un numero nontotiente in quanto dispari e diverso da 1.
- È un numero congruente.
- È un numero intero privo di quadrati.
- È un numero malvagio.
- È parte della terna pitagorica (900, 1767, 1983), (1983, 2644, 3305), (1983, 218456, 218465), (1983, 655380, 655383), (1983, 1966144, 1966145).

## Astronomia
- 1983 Bok è un asteroide della fascia principale del sistema solare.

## Astronautica
- Cosmos 1983 è un satellite artificiale russo.

## Televisione
- 1983 (serie televisiva) è una serie televisiva polacco-statunitense di genere ucronico distribuita da Netflix.

## Musica
- 1983 (Lucio Dalla) è il decimo album in studio del cantautore italiano Lucio Dalla.
- 1983 (Flying Lotus) è il primo album del musicista statunitense Flying Lotus.
- 1983 - Violini d'autunno è un album dei Jumbo, pubblicato dalla Mellow Records nel 1992.
- 1983 - 1986 è un EP dell'hardcore punk band milanese Wretched.
- 1983... (A Merman I Should Turn to Be) è una canzone della band rock The Jimi Hendrix Experience inserita nel loro terzo album Electric Ladyland.